# Karl Johannes Schindler
Karl Johannes Schindler (* 10. November 1949; † 9. September 2015) war ein deutscher Komponist und Musikproduzent.

## Werdegang
Schindler begann seine musikalische Karriere als Schlagzeuger, entwickelte jedoch mit der Zeit größeres Interesse für das Songwriting. Im Laufe seiner Karriere verfasste er hauptsächlich Werke für andere Künstler. Für den früheren Sänger der NDW-Band Trio Stephan Remmler schrieb er dessen Hit Feuerwerk. Für Peter Behrens – ebenfalls früheres Mitglied von Trio – schrieb und produzierte er den offiziellen Song zur Fußball-Europameisterschaft 1988 Das Tor. Mit Sie kam Australien setzte Schindler seine Zusammenarbeit mit Behrens fort.
Mehrere Titelmelodien von Fernsehsendungen gehen auf Schindler zurück. So komponierte er unter anderem die Titelmelodien für ran (Sat 1) oder Kalkofes Mattscheibe (Premiere). Mit Oliver Kalkofe arbeitete er an mehreren Musikproduktionen.
Karl Johannes Schindler starb im September 2015 über acht Wochen vor seinem 66. Geburtstag an Krebs.